# Erik Verlinde
Erik Peter Verlinde (Woudenberg, 21 januari 1962) is hoogleraar in de theoretische fysica aan de Faculteit der Natuurwetenschappen, Wiskunde en Informatica van de Universiteit van Amsterdam. Zijn onderzoek richt zich voornamelijk op de snaartheorie en hiermee samenhangende theorieën, zwaartekracht, zwarte gaten en kosmologie.

## Tweelingbroer Herman Verlinde en studie
Erik is de eeneiige tweelingbroer van Herman Verlinde, eveneens snaartheoreticus, en hoogleraar theoretische fysica aan de  Princeton-universiteit, waar ook Erik een tijd hoogleraar is geweest. In 2011 ontving Erik de Spinozapremie van de Nederlandse Organisatie voor Wetenschappelijk Onderzoek (NWO) voor een viertal wetenschappelijke doorbraken die hij op zijn naam heeft staan.
Verlinde studeerde natuurkunde aan de Universiteit Utrecht en promoveerde er bij nobelprijswinnaar Gerard 't Hooft.
Hij heeft zijn eigen gravitatietheorie ontwikkeld, die geldt als een alternatief voor de oerknaltheorie. Hij verklaarde zelfs dat hij de big bangtheorie onlogisch vindt. Volgens hem zit het probleem in het energiebehoud. Dit zou komen doordat het heelal een constante energiedichtheid heeft en er steeds meer energie aan toegevoegd wordt, zonder dat fysici kunnen motiveren waar deze vandaan komt. Wat hem betreft, is het zuiver een kwestie van vormen van energie die in elkaar overvloeien.

## Verlindes theorie van de zwaartekracht
Op een symposium op het Spinoza-instituut op 8 december 2009 introduceerde Verlinde een nieuwe theorie waarmee zowel Newtons gravitatiewet als diens tweede versnellingswet (F = m·a) op betrekkelijk eenvoudige wijze kunnen worden afgeleid uit verschillen in informatiedichtheid in de lege ruimte tussen twee massa's en daarbuiten.
In deze theorie is zwaartekracht niet langer een fundamentele kracht, maar het emergente effect van een diepere microscopische realiteit op kwantummechanisch niveau. Zelf vergelijkt Verlinde de zwaartekracht met de luchtdruk: de moleculen waaruit een gas bestaat kennen zelf geen luchtdruk; deze is louter een eigenschap van het gas, als emergentie van de vele bewegende gasmoleculen. 
Volgens Verlinde is de theorie van de oerknal uit het niets zeer onbevredigend. Hij verwerpt de donkere materie als correctie voor de te hoge waargenomen hoeksnelheid van de baanbeweging van buitenste sterren in spiraalstelsels om die snelheden in overeenstemming met de wetten van Newton te brengen. Hij bedoelt met donkere materie en donkere energie iets anders: een aanwezigheid van iets (die diepere microscopische realiteit) dat zeer dicht bij het idee van een alles doordringende ether ligt, dat o.a. de oorzaak van het emergente verschijnsel van de zwaartekracht is. In het Nederlands Tijdschrift voor Natuurkunde van maart 2015 wijst Verlinde op de overeenkomst van zijn theoretische snaarberekeningen met een empirische wet waarin een bepaalde kritische versnelling een centrale rol speelt. Die empirische wet vond Mordehai Milgrom in 1983. De wet beschrijft een zeer bepaalde kritische waarde van de zwaartekrachtversnelling die samenhangt met de rotatiesnelheden van sterren rond het centrum van sterrenstelsels. Bij die kritische waarde gaat de wet van Newton afwijken als er geen donkere materie wordt aangenomen. In de lezing op Fysica 2015 van 10 april werd duidelijk over een nieuwe zwaartekrachttheorie gesproken en toonde Verlinde die resultaten van de afwijking van de gebruikelijke zwaartekrachtwetten.
Een analogie voor de zwaartekracht volgens Verlindes theorie is de kracht die schepen naar elkaar toe drijft die dicht bij elkaar in het water liggen. Dat effect ontstaat doordat er netto meer golven om de schepen heen aanwezig zijn dan ertussen. Tussen de beide schepen passen namelijk geen golven met een langere golflengte dan de afstand tussen de beide schepen. Een vergelijkbaar effect speelt een rol bij het casimireffect.
De versnelling in expansie van het heelal (Donkere energie) zou ook verklaard worden door deze theorie.

### Reacties
Deze theorie werd verder uitgewerkt en op 8 november 2016 als het Emergent Gravity and the Dark Universe-artikel gepubliceerd in arXiv.org, een openbaar archief met voorpublicaties (preprints) van nog niet gepeerreviewde artikelen. Deze publicatie kreeg aandacht in de Nederlandse pers en in mindere mate de buitenlandse pers.
De meningen van wetenschappers over Verlindes zwaartekrachttheorie zijn verdeeld. De Nobelprijswinnaar Frank Wilczek bekritiseerde de theorie, evenals de Tsjechische natuurkundige Luboš Motl. De laatste scheert de theorie over een kam met MOND-theorieën, hoewel Verlindes theorie daar weinig mee te maken heeft. Kosmoloog Andreas Albrecht is er positief over. De fysici Neil Turok, Stanley Deser en Gerard 't Hooft tonen zich enthousiast, al wijzen zij er alle drie op dat de theorie nog nader uitgewerkt moet worden. Volgens Verlinde hebben de kritische meedenkers Robbert Dijkgraaf en zijn broer Herman Verlinde hem enthousiast gesteund.